# Coppa della Germania Est 1978-1979
La Coppa della Germania Est 1978-79 fu la ventottesima edizione della competizione.

## Turno di qualificazione
| Casa                |   | Trasferta              | Risultato |
| ------------------- | - | ---------------------- | --------- |
| BSG Motor Hermsdorf | – | SG Dynamo Gera         | 0–3       |
| BSG Stahl Thale     | – | BSG Aktivist Espenhain | 3–0       |
| BSG Motor Steinach  | – | SG Dynamo Eisleben     | 1–6       |

## Primo turno
| Casa                                |   | Trasferta                        | Risultato       |
| ----------------------------------- | - | -------------------------------- | --------------- |
| BSG Fortschritt Weida               | – | BSG Motor Werdau                 | 3–2 dts         |
| ISG Schwerin Süd                    | – | BSG Stahl Blankenburg            | 3–2             |
| BSG Akt. Kali Werra Tiefenort II    | – | BSG Motor Weimar                 | 2–0             |
| BSG Demminer Verkehrsbetriebe       | – | ASG Vorwärts Stralsund           | 1–6             |
| BSG Einheit Güstrow                 | – | BSG Schiffahrt/Hafen Rostock     | 3–3 dts 3–4 dcr |
| BSG Rotes Banner Trinwillershagen   | – | BSG KK-Werk Greifswald           | 1–1 dts 3–2 dcr |
| BSG Traktor Groß Lindow             | – | BSG Stahl Brandenburg            | 1–4             |
| BSG Motor Hennigsdorf               | – | Energie Cottbus                  | 0–2             |
| SG Dynamo Fürstenwalde              | – | ASG Vorwärts Dessau              | 2–0             |
| BSG Chemie Schönebeck               | – | BSG Stahl Hennigsdorf            | 1–2             |
| BSG MAB Schkeuditz                  | – | TSG Gröditz                      | 2–3             |
| ASG Vorwärts Plauen                 | – | SG Dynamo Eisleben               | 1–4             |
| BSG Chemie Zeitz                    | – | BSG Chemie Leipzig               | 0–3             |
| BSG Motor Ascota Karl-Marx-Stadt    | – | BSG Chemie Wolfen                | 1–2             |
| SG Dynamo Lübben                    | – | FC Vorwärts Frankfurt/Oder       | 0–5             |
| BSG Landbau Bad Langensalza         | – | BSG Einheit Wernigerode          | 3–4             |
| BSG NARVA Berlin                    | – | BSG Motor Eberswalde             | 2–3             |
| BSG Aktivist Brieske/Senftenberg II | – | BSG Motor WaMa Görlitz           | 2–2 dts 3–5 dcr |
| ASG Vorwärts Kamenz                 | – | BSG Aktivist Schwarze Pumpe      | 0–0 dts 1–3 dcr |
| BSG Motor Rudisleben                | – | BSG Motor Suhl                   | 3–5             |
| BSG Ingenieurhochbau Frankfurt/Oder | – | BSG Motor Babelsberg             | 1–3 dts         |
| BSG Motor Zeulenroda                | – | BSG Robotron Sömmerda            | 1–3             |
| BSG ZWK Nebra                       | – | BSG Akt. Kali Werra Tiefenort    | 0–3             |
| BSG Wismut Aue II                   | – | SG Dynamo Gera                   | 0–2             |
| BSG Chemie Eilenburg                | – | BSG Stahl Thale                  | 0–0 dts 0–2 dcr |
| BSG Lokomotive Stendal              | – | BSG Bergmann Borsig Pankow       | 1–0             |
| BSG Lokomotive Malchin              | – | SG Dynamo Schwerin               | 2–3             |
| BSG Motor Rathenow                  | – | BSG Chemie Premnitz              | 1–4             |
| BSG Einheit Grimmen II              | – | ASG Vorwärts Neubrandenburg      | 1–4             |
| BSG Chemie Veritas Wittenberge      | – | TSG Wismar                       | 1–0             |
| BSG Motor Nordhausen                | – | BSG Chemie Buna Schkopau         | 1–4 dts         |
| BSG Stahl Eisenhüttenstadt          | – | FSV Lokomotive Dresden           | 4–2             |
| BSG Bau Rostock                     | – | BSG Post Neubrandenburg          | 2–1             |
| BSG Motor Wolgast                   | – | BSG Chemie PCK Schwedt           | 1–2             |
| BSG Fortschritt Bischofswerda       | – | BSG Wismut Gera                  | 1–1 dts 3–4 dcr |
| BSG Rotation Berlin                 | – | BSG Aktivist Brieske/Senftenberg | 0–2             |

## Turno intermedio
| Casa                                 |   | Trasferta                         | Risultato |
| ------------------------------------ | - | --------------------------------- | --------- |
| BSG Stahl Thale                      | – | BSG Wismut Gera                   | 2–1       |
| BSG Lokomotive Stendal               | – | ISG Schwerin Süd                  | 2–1 dts   |
| BSG Chemie Veritas Wittenberge       | – | BSG Einheit Wernigerode           | 1–3 dts   |
| BSG Aktivist Kali Werra Tiefenort II | – | BSG Motor Suhl                    | 1–3 dts   |
| SG Dynamo Fürstenwalde               | – | BSG Chemie Premnitz               | 3–0       |
| SG Dynamo Gera                       | – | BSG Aktivist Kali Werra Tiefenort | 1–2       |
| BSG Rotes Banner Trinwillershagen    | – | BSG Bau Rostock                   | 0–1 dts   |
| SG Dynamo Eisleben                   | – | BSG Fortschritt Weida             | 7–1       |
| BSG Motor WaMa Görlitz               | – | BSG Aktivist Brieske/Senftenberg  | 0–1       |
| ASG Vorwärts Neubrandenburg          | – | FC Vorwärts Frankfurt/Oder        | 0–1 dts   |
| ASG Vorwärts Stralsund               | – | BSG Chemie PCK Schwedt            | 1–2       |
| BSG Schiffahrt/Hafen Rostock         | – | BSG Stahl Hennigsdorf             | 0–3       |
| BSG Motor Babelsberg                 | – | TSG Gröditz                       | 2–1       |
| BSG Chemie Leipzig                   | – | BSG Aktivist Schwarze Pumpe       | 1–0       |
| FC Energie Cottbus                   | – | BSG Stahl Eisenhüttenstadt        | 3–2       |
| BSG Robotron Sömmerda                | – | BSG Chemie Wolfen                 | 1–3 dts   |
| SG Dynamo Schwerin                   | – | BSG Motor Eberswalde              | 2–0       |

## 2º turno
| Casa                              |   | Trasferta                  | Risultato       |
| --------------------------------- | - | -------------------------- | --------------- |
| BSG Stahl Thale                   | – | 1. FC Magdeburg            | 1–4 dts         |
| BSG Chemie Wolfen                 | – | BSG Sachsenring Zwickau    | 1–0             |
| BSG Aktivist Brieske/Senftenberg  | – | SG Dynamo Dresden          | 0–3             |
| BSG Chemie PCK Schwedt            | – | Berliner FC Dynamo         | 0–6             |
| BSG Motor Babelsberg              | – | Lok Leipzig                | 0–2             |
| BSG Motor Suhl                    | – | BSG Wismut Aue             | 3–1             |
| SG Dynamo Fürstenwalde            | – | FC Hansa Rostock           | 0–2             |
| BSG Einheit Wernigerode           | – | FC Rot-Weiß Erfurt         | 3–5             |
| BSG Stahl Hennigsdorf             | – | Hallescher FC Chemie       | 1–0             |
| BSG Chemie Leipzig                | – | BSG Stahl Riesa            | 1–1 dts 4–3 dcr |
| BSG Stahl Brandeburg              | – | SG Dynamo Schwerin         | 2–1             |
| FC Energie Cottbus                | – | BSG Chemie Böhlen          | 2–1             |
| TSG Bau Rostock                   | – | FC Vorwärts Frankfurt/Oder | 0–4             |
| BSG Aktivist Kali Werra Tiefenort | – | FC Karl-Marx-Stadt         | 0–1             |
| SG Dynamo Eisleben                | – | FC Carl Zeiss Jena         | 1–5             |
| BSG Lokomotive Stendal            | – | Union Berlino              | 1–2             |

## 3º turno
| Casa                       |   | Trasferta             | Risultato |
| -------------------------- | - | --------------------- | --------- |
| 1. FC Union Berlin         | – | Berliner FC Dynamo    | 1–8, 1–7  |
| 1. FC Lokomotive Leipzig   | – | FC Karl-Marx-Stadt    | 3–2, 4–1  |
| FC Vorwärts Frankfurt/Oder | – | 1. FC Magdeburg       | 0–1, 2–2  |
| FC Hansa Rostock           | – | BSG Chemie Leipzig    | 4–0, 1–1  |
| SG Dynamo Dresden          | – | FC Carl Zeiss Jena    | 5–0, 3–0  |
| FC Rot-Weiß Erfurt         | – | BSG Stahl Brandenburg | 4–0, 3–1  |
| BSG Chemie Wolfen          | – | BSG Motor Suhl        | 0–5, 1–4  |
| FC Energie Cottbus         | – | BSG Stahl Hennigsdorf | 3–0, 0–2  |

## Quarti
| Casa               |   | Trasferta                | Risultato |
| ------------------ | - | ------------------------ | --------- |
| Berliner FC Dynamo | – | FC Hansa Rostock         | 4–1, 7–1  |
| FC Rot-Weiß Erfurt | – | 1. FC Lokomotive Leipzig | 1–1, 2–3  |
| 1. FC Magdeburg    | – | BSG Motor Suhl           | 3–1, 5–2  |
| FC Energie Cottbus | – | SG Dynamo Dresden        | 1–4, 0–2  |

## Semifinali
| Casa               |   | Trasferta                | Risultato |
| ------------------ | - | ------------------------ | --------- |
| 1. FC Magdeburg    | – | 1. FC Lokomotive Leipzig | 5–1, 2–0  |
| Berliner FC Dynamo | – | SG Dynamo Dresden        | 1–0, 1–1  |

## Finale
| Arbitro: | Widukind Herrmann (Lipsia) |

|             |           |  |
| Seguin 101’ | Marcatori |  |

| MAGDEBURG:      |  |                    |      |
|                 |  |                    |      |
| GK              |  | Dirk Heyne         |      |
| SW              |  | Manfred Zapf       |      |
| DF              |  | Detlef Raugust     |      |
| DF              |  | Wolfgang Seguin    |      |
| DF              |  | Klaus Decker       |      |
| MF              |  | Jürgen Pommerenke  |      |
| MF              |  | Axel Tyll          | 106’ |
| MF              |  | Wolfgang Steinbach |      |
| FW              |  | Jürgen Sparwasser  | 106’ |
| FW              |  | Joachim Streich    |      |
| FW              |  | Martin Hoffmann    |      |
| Sostituzioni:   |  |                    |      |
| MF              |  | Siegmund Mewes     | 106’ |
| FW              |  | Holger Döbbel      | 106’ |
| Allenatore:     |  |                    |      |
| Klaus Urbanczyk |  |                    |      |

| DRESDEN:      |  |                      |      |
|               |  |                      |      |
| GK            |  | Bodo Rudwaleit       |      |
| SW            |  | Norbert Trieloff     |      |
| DF            |  | Michael Noack        |      |
| DF            |  | Rainer Troppa        |      |
| DF            |  | Artur Ullrich        |      |
| MF            |  | Frank Terletzki      |      |
| MF            |  | Reinhard Lauck       |      |
| MF            |  | Roland Jüngling      | 102’ |
| MF            |  | Hans-Jürgen Riediger |      |
| FW            |  | Ralf Sträßer         | 70’  |
| FW            |  | Wolf-Rüdiger Netz    |      |
| Sostituzioni: |  |                      |      |
| FW            |  | Hartmut Pelka        | 70’  |
| MF            |  | Bernd Brillat        | 102’ |
| Allenatore:   |  |                      |      |
| Jürgen Bogs   |  |                      |      |

## Campioni
| Coppa della Germania Est 1978-79 |
| -------------------------------- |
| 1. FC Magdeburg Sesto titolo     |